# Tahamí

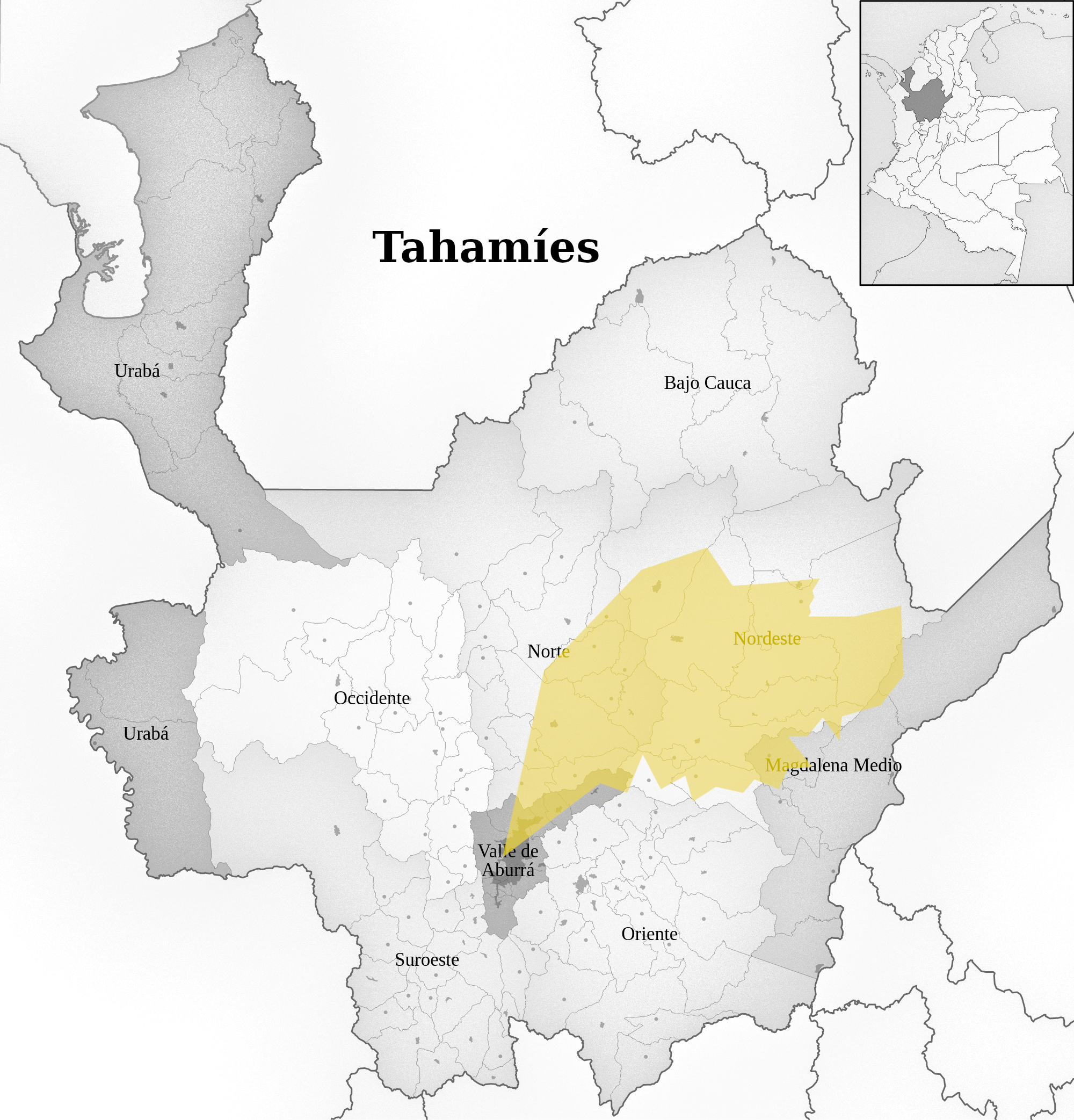

Els tahamí és una ètnia indígena colombiana de la família txibtxa i llengua macrotxibtxa, que tenien com a territori la regió oriental del departament d'Antioquia, entre els rius Magdalena a l'orient i Porce i Nechí a l'occident. El país dels tahamís comprèn el territori dels actuals municipis de Medellín, El Retiro, El Carmen de Viboral, Rionegro, Remedios, Marinilla, Segovia, Amalfi, El Peñol, La Ceja, Puerto Nare, Guarne, La Pintada, Cisneros, Yalí, Yolombó, Zaragoza, Vegachí i Maceo. No tenien una organització polític-administrativa complexa com la dels muisques, però igual que aquests s'organitzaven en clans i tribus sota un cacic i s'unien en esdeveniments de defensa comú. Les tribus tahamís més conegudes eren macoes, yamesus i maumí.

## Història
Aquestes tribus comprenen el sud de Centreamèrica i l'occident i centre de Colòmbia. En aquest sentit, els ancestres dels tahamís van poder arribar a l'anomenat orient, nord-est i baix Cauca d'Antioquia entre fa 15 mil i 20 mil anys, que és el temps en el qual s'estima l'arribada de l'home modern a Sud-amèrica en la seva emigració des de les Estepes Siberianes a través de l'estret de Bering.
Cap a l'any 1328 els maies incursionaren al territori del que avui és Colòmbia i van sotmetre a nombrosos pobles indígenes, entre ells els tahamís amb els quals es van barrejar i van introduir nombrosos elements culturals maies com a rituals, artesanies, costums i aliments.
Però a la invasió Maia, va seguir l'aguerrida expansió dels caribs procedents del Amazones que va afectar gairebé tot el territori septentrional de Sud-amèrica. Molts noms actuals de poblats i rius són d'origen Carib, els quals es van barrejar amb els tahamís-maia i van formar un nou mestissatge. Quirama, Nare, Capiro, són algunes veus producte de les invasions Carib.
Finalment, els europeus incursionaron en els territoris tahamís cap a la segona meitat del segle XVI en cerca d'or i de rutes fluvials que connectessin els rius Cauca, Porce i Nechí amb el Magdalena. Això va causar un nou sotmetiment cultural i un nou mestissatge amb els espanyols i amb els africans especialment d'Àfrica Occidental portats pels primers com a esclaus per a extreure or i reemplaçar als indígenes. La nova invasió va implicar la pèrdua de l'idioma, de molts costums i la imposició de la religió catòlica que, no obstant això, no va poder eliminar moltes creences locals associades al culte a la selva i al jaguar.

## Assimilació cultural
Els tahamís van ser una ètnia pacífica dedicada al treball. Per cap motiu guerrers agressius com alguns dels seus contemporanis (Catíos, Armes). Per contra, en el que s'ha denominat una “massacre demogràfica”, durant la conquesta van existir els anomenats encomenderos de indígenas, els qui prenien presoners als nadius vençuts per a vendre'ls als vencedors.
Se sap d'aquests ordinaris com creaven conflictes entre les diverses tribus per a induir-les a la guerra i mantenir el rendible negoci. Un exemple conegut d'ordinari podria ser Bartolomé Sánchez Torre Blanca, ordinari de les tribus Tahamíes. Pels anys de 1570 i 1580, en Antioquia, Sánchez els organitzava guerres obligades, pesi al caràcter pacífic dels tahamís, contra els seus veïns els Nutabes, amb l'anuència i participació econòmica en el menyspreable negoci del llavors governador de la província antioquenya, un capità general anomenat Andrés de Valdivia.
La comunitat dels Tahamíes estava composta per cacicats petits, subjecte cadascun a un cacic hereditari. Mai van centralitzar aquests cacicats dispersos, però en moments crítics com l'enfrontament amb els conqueridors van actuar confederadamente amb els seus similars al comandament del cap local que hagués demostrat major valentia i valor en el passat. El seu temperament expansionista els obligava a estar prestos sempre per a batallar a fi de desallotjar a les tribus dels territoris que prenien.
En l'actualitat, el poble tahamíe ha estat absorbit completament en societats mestisses i en moltes ocasions han estat considerats extints i, per tant, no reconeguts. Al contrari, els seus veïns tradicionals els nutabes tenen constituït un capítol indígena a Medellín que busca per recuperar les tradicions i identitat ancestral.

## Economia
L'ètnia tahamí compartia llengua i cultura amb la veïna nutabe, encara que van anar clarament independents i autònomes l'una de l'altra. Aquesta cultura estava expressada, en l'econòmic, per la seva condició d'agricultors molt destacats encara que de rudimentària tecnologia, propietaris d'immensos camps de blat de moro, cotó, fruiters diversos i fríjol. També explotaven la pesca de manera intensa.
Miners a més, extreien l'or d'alguns nuclis a la vora del riu Cauca i altres al·luvions dispersos, amb el qual modelaven figurillas d'animals i humans. Les tombes dels tahamís, com les dels nutabes, han propiciat als saquejadors d'or coneguts com guaqueos quantitats molt considerables d'aquesta riquesa aurífera. Una altra de les seves indústries va ser la terrisseria; fabricaven atuells de fang. Igualment eren teixidors i teñidores de teles fetes del cotó que conreaven.

## Llegat
Un dels monarques més recordats dels tahamíes va ser el cacic Quirama, i un dels centres de pensament més importants d'Antioquóa als temps moderns. Està situat al municipi d'El Carmen de Viboral i porta el nom de Recinto Quirama en memòria del cacic tahamí cacic.